# Cancro colorettale ereditario non poliposico
Il cancro colorettale ereditario non poliposico (HNPCC) o sindrome di Lynch è una sindrome ereditaria autosomica dominante, con un elevato-medio grado di penetranza (30-70%).
Si tratta di una malattia autosomica dominante che collega lo sviluppo del carcinoma colon rettale a una predisposizione genetica e familiare. Le cause sono da attribuire alla mutazione in eterozigosi di uno dei geni coinvolti nel meccanismo del mismatch repair, soprattutto MSH2 (60%) e MLH1 (30%). Questa mutazione causa un alterato numero di ripetizioni di brevi sequenze di DNA ripetute tra il tessuto tumorale e quello normale, definito come instabilità dei microsatelliti (MSI in inglese). Gli individui perdono la capacità di riparare il DNA e conseguentemente aumenta la probabilità di acquisire ulteriori mutazioni a carico di geni oncosoppressori e proto-oncogèni. Ciò porta allo sviluppo di tumori in vari distretti, non esclusivamente al colon, ma anche ovaio, testicolo, cute, ecc.
Ci sono due tipi di sindrome:
- sindrome di Lynch I: caratterizzata dall'insorgenza di un tumore al colon soprattutto destro[2] (a differenza della FAP in cui sono soprattutto a sinistra);
- sindrome di Lynch II: oltre al tumore al colon comprende lo sviluppo di tumori nello stomaco, nell'apparato urinario, nei dotti biliari.